# Sabiales
Sabiales is een botanische naam, voor een orde van tweezaadlobbige planten: de naam is gevormd uit de familienaam Sabiaceae. Een orde onder deze naam wordt eigenlijk zelden erkend, maar wel op de Angiosperm Phylogeny Website [geconsulteerd 20 februari 2007]. De omschrijving is dan
- orde Sabiales
  - familie: Sabiaceae.